# Петрона
Петрона (итал. Petronà) — коммуна в Италии, располагается в регионе Калабрия, подчиняется административному центру Катандзаро.
Население составляет 3012 человека, плотность населения составляет 67 чел./км². Занимает площадь 45 км². Почтовый индекс — 88050. Телефонный код — 0961.
Покровителями коммуны почитаются святые апостолы Пётр и Павел, празднование 29 июня.
С Петроной граничат коммуны Белькастро, Мезорака, Марчедуза, Черва, Серсале и Цагаризе.